# Stevan Račić
Stevan Račić (cyr. Cтeвaн Paчић; ur. 17 stycznia 1984 w Bačkiej Palance) – serbski piłkarz, grający na pozycji napastnika.

## Kariera piłkarska

### Kariera klubowa
W 2002 rozpoczął karierę piłkarską w RFK Novi Sad. Potem występował w serbskich klubach Šajkaš Kovilj, FK ČSK Pivara, FK Glogonj, PSK Pančevo, FK Obilić Belgrad i FK Javor Ivanjica. Z Jaworem awansował do Superligi. Latem 2009 wyjechał do Korei Południowej, gdzie bronił barw klubu Daejeon Citizen, który awansował do K-League. W lutym 2010 powrócił do Jawora, a w czerwcu podpisał kontrakt z ukraińskim klubem Wołyń Łuck.

Od czerwca 2014 gra w albańskim klubie Partizani Tirana.